# Trigonoptera pseudomaculata
Trigonoptera pseudomaculata là một loài bọ cánh cứng trong họ Cerambycidae.